# Wüstenacker Siefen
Der Wüstenacker Siefen ist ein kleiner Siefen im südlichen Stadtgebiet von Wuppertal.

## Beschreibung
Der Siefen ist ein orografisch rechter Zufluss des Saalbaches und nach der Unteren Wasserbehörde der Stadt Wuppertal 185 Meter lang. Er ist nur zeitweise wasserführend und entspringt in einem Mischwald aus Birken, Eichen, Erlen und Eschen, das an einer Fichtenparzelle angrenzt. Auf seinem Lauf unterquert er einen Weg, der im Saalbachtal verläuft, verdolt.

## Naturschutz
Die Quelle des Wüstenacker Siefens ist als Naturdenkmal geschützt, die Festsetzung erfolgt gemäß § 22 a, b LG NRW. Die Mündung des Siefens im Saalbach liegt im Naturschutzgebiet Fließgewässersystem Gelpe- und Saalbachtal. Der Verlauf des Siefens liegt im Landschaftsschutzgebiet Gelpe.